# Icerya pilosa
Icerya pilosa är en insektsart som beskrevs av Green 1896. Icerya pilosa ingår i släktet Icerya och familjen pärlsköldlöss. Inga underarter finns listade i Catalogue of Life.